# Hanns Mock
Hanns Mock († Januar 1944) war ein deutscher Turner.

## Wirken
Mock war deutscher Hochschulmeister und turnte für GutsMuths Berlin. Zudem war er Gauturnwart von Brandenburg.
Beim Deutschen Turnfest 1928 in Köln wurde er dritter Turnfestsieger. 1931 gewann er den Zwölfkampf beim Berliner Turnfest.
1935 und 1936 gehörte er zur Olympiakernmannschaft der Turner. Bei den Brandenburgischen Meisterschaften im November 1936 wurde er Zweiter hinter Hans Pludra, hinter dem er im Dezember des Jahres auch das 12. Stettiner Kunstturnen mit Platz zwei abschloss. Bei den Deutschen Turnmeisterschaften 1941 nahm er als Heeres-Angehöriger teil und erreichte im Mehrkampf Platz 45.
Er fiel im Zweiten Weltkrieg als Kompaniechef im Dienstgrad Oberleutnant an der Ostfront.